# Not It
«Not It» (с англ. — «Не Оно») — пятая серия тридцать четвёртого сезона мультсериала «Симпсоны». Впервые вышла 23 октября 2022 года в США на телеканале «Fox».

## Сюжет
27 лет назад в Кингфилде малыш Барни Гамбл играет с бумажным корабликом в канаве в дождливый день. Когда кораблик падает в канализацию, Барни пытается вытащить её, но находит клоуна Красто. Красто говорит мальчику забрать кораблик, и, когда Барни тянется за ним, клоун откусывает его руку, а после убивает.
После появляется надпись «Дом ужасов на дереве представляет» (англ. Treehouse of Horror Presents), а затем «Не Оно» (англ. Not It).

### Не Оно
Через некоторое время маленький Гомер расклеивает плакаты о пропавшем Барни, и оказывается, что он не первый пропавший ребёнок в Кингфилде. Гомер едет на велосипеде, но вдруг на него нападают местные хулиганы (маленькие Чалмерс, Скиннер и Ларго). Гомер замечает в кустах Красто, наблюдающего за издевательствами, и Гомер просит его позвать на помощь. Хулиганы отвлекаются, и Гомер прыгает вниз с холма, а они следом. Когда они подходят к реке на дне, группа детей приходит на помощь Гомеру и отгоняет хулиганов, а Мардж кидает их главарю, Чалмерсу, в лицо бейсбольный мяч, разбив ему нос, после чего хулиганы уходят. Банда (маленькие Мо, Продавец комиксов, Карл и Мардж) представляется как «банда неудачников» и ведёт Гомера в свой клуб. Возле клуба малыш Джефф Альбертсон предупреждает Гомера держаться подальше от Мардж, поскольку она его.
Гомер рассказывает другим детям, что видел Красто. Затем банда рассказывает свои истории о том, как они тоже видели Красто. Они решают, что должны остановить клоуна, поэтому идут в архив клоунов Кингфилда, чтобы провести исследования и найти, откуда взялся убийца. Во время поисков Гомер пишет стихотворение о любви для Мардж и закидывает его ей в рюкзак. Мардж и Гомер выясняют, что Красто имел несколько шоу в течение многих лет, и ни в одном из них он никого не рассмешил. Впоследствии Красто начал убивать детей в Кингфилде каждые 27 лет.
Когда Мардж и Гомер показывают клип из шоу Красто, тот выходит из телевизора и пытается убить Джеффа. Гомер ранит Красто садовыми ножницами, а Мардж выключает телевизор, временно побеждая Красто. Банда вооружается, чтобы пойти на 14 канал, и победить клоуна-убийцу. Тем временем Джефф находит любовное стихотворение Гомера и приписывает его себе.
На «14 канале» неудачники атакуют красто, но безрезультатно. Когда Красто начинает хвастаться, что он непобедим, он поскользывается на шариках и травмируется. Все дети смеются над этим, что удивляет Красто, поскольку это впервые, когда дети действительно смеялись над ним. Красто продолжает наносить себе вред для смеха, пока Мардж не дает ему съесть вишневые бомбочки. Клоун съедает их, взрывается и уползает в канализацию.
Позже, на обрыве к озеру, банда заключает сделку вернуться, куда бы их не занесло, если Красто снова появится и победить его. Гомер, Карл и Мо прыгают в озеро, а Джефф боится, но вдруг Мардж целует его, и говорит, что прочитала его стихотворение и начинает с ним встречаться, а Гомер говорил Мой и Карлу, что его жизнь разрушена…

### Не Оно: часть вторая
27 лет спустя новых хулиганов Кингфилда (Нельсона, Джимбо, Керни и Дольфа) убивает Красто. Когда эта история раздается в новостях, Гомер, местный бармен, понимает, что Красто вернулся в город. Он помнит о соглашении и призывает бывших неудачников вернуться, чтобы снова победить Красто. Оказывается, что Мо теперь известная рок-звезда, Карл космонавт «НАСА», а Мардж стала владельцем собственной компании и поженилась с продавцом комиксов Джеффом, и у них двое детей, — Берт и Лиззи. Мо и Карл соглашаются прийти, Мардж тоже хочет, но Джефф отказался приходить и призвал жену к тому же. Продавцу комиксов снится кошмар про Красто и он говорит об этом Мардж, как вдруг замечает, что её нет, а на её месте лежит записка, в которой сказано, что друзья нуждаются в ней…
В таверне Гомера неудачники воссоединяются и пытаются разработать план, чтобы победить Красто раз и навсегда. Неожиданно появляется Джефф с детьми, чтобы вернуть Мардж домой. Мардж говорит детям подождать в машине, пока она с отцом будут ругаться. Бери и Лиззи решили прогуляться по родному городу родителей, но вдруг они натыкаются на телевизор, и не могут отлипнуть от него. Вдруг всем на телефоны Красто сообщает о похищении Берта и Лиззи. Все неудачники решают вернуться на «14 канал», чтобы спасти детей и победить клоуна.
Встретившись с клоуном в канализации 14 канала взрослые говорят, что преодолели свои детские страхи. Однако Красто говорит, что у взрослых есть что-то вкуснее страхов, тревоги. Красно пугает продавца комиксов тем, что расскажет Мардж о его страха — боязнь, что Мардж узает правду о его Стихотворении.
Тем временем Берт и Лиззи осознают, что клоун становится сильнее из-за смеха его детей-призраков от таблички «Смех». Гомер даёт Мардж камень, чтобы бросить в знак, и произносит ей свой стих, но Красто пытается съесть её. Продавец комиксов прыгает в зубы Красто, и тот его кусает, а Мардж таки удаётся попасть камнем в табличку. Все дети отправляются на небеса, а клоун теряет всю свою силу и гибнет. Мардж смотрит на своего умирающего мужа и говорит ему, что даже после самопожертвования не может простить ему ложь в течение всех лет, которые они прожили вместе, и тот говорит, что он это заслужил, и Гомер радуется. Впоследствии все вместе едут по улице на велосипедах, а Гомер размышляет о взрослении.
В финальной сцене на своем летающей тарелке Кэнг и Кодос говорят, что их план мирового владычества с участием их уже тысячном клоуном, — Красто, провалился. Они просматривают другие книги Стивена Кинга, которые можно использовать и выбирают «Томминокеры»…
В сцене во время титров показано слайд шоу с фанатскими страшными артами про Красти.

## Производство
По словам сценариста серии Сезара Мезариегоса название романа «Оно» короткое, для команды было очень сложно придумать название серии, которая обыгрывала бы его.
Изначально, когда дети впервые шли к «14 каналу» в коридоре должен был выскочить хулиган Чалмерс. Мезариегос говорил: «Его должен был убить Красто, приняв формы мучителей, которые сделали Гэрри хулиганом: подлой монахини из приюта, злого отчима, и гориллы, сбежавшей из зоопарка и убившей его родителей. Однако, к сожалению, не было времени».
Когда на Красто падал унитаз, должен был звучать звук настоящего смыва, но Мэтт Грейнинг отказал от этого.
В вырезанной сцене должен был участвовать сам Стивен Кинг. Он бы озвучил жуткого гробовщика, которого взрослый Гомер встретил бы на кладбище Кингфилда. Однако автор отказался.
Таверну, в которой должен был работать Гомер, сначала хотели назвать «таверной у Го» (англ. Ho'es Tavern). Однако, по словам сценариста, это звучало бы странно, поэтому заведение назвали «Таверна Д’оу» (англ. D’ohs Tavern).
По словам Мазариегоса, Мэтта Селмана удивило, что за более чем 30 лет Симпсоны ни разу не менялись личностями.
В финальной сцене, когда банда едет на велосипедах и думает, что все в порядке, «камера удалилась бы и было видно, что ТУМАН распространяется по городу, КЭРРИ вырывается из школы, машина КРИСТИНА и т. д. Однако это было бы большой нагрузкой на запястья аниматоров».
С 29 сентября по 9 октября 2022 года проходил конкурс, позволявший зрителям в США прислать жуткий фан-арт Красти. Работы 20 победителей были представлены в финальных титрах эпизода.

## Культурные отсылки и интересные факты
- Сюжет серии — пародия на роман и фильмы «Оно»[10].
- У хулигана Дьюи Ларго футболка с именем дирижёра Джона Филипа Сузы, в стиле рок[11].
- В альтернативном будущем рок-звезда Мо исполняет песню «Rock You Like a Hurricane» группы «Scorpions»[12].
- Когда взрослый Гомер обзванивает неудачников в его комнате на стене висит постер «Cypress Hill»[13] и картина с корабликом из гостиной Симпсонов, только тонущим[14].

## Отзывы
Во время премьеры серию просмотрели 3,63 млн человек с рейтингом 1.1, что сделало её самым популярным шоу на канале Fox той ночью.
Тони Сокол из Den of Geek дал серии четыре звезды из пяти, сказав, что серия «подчас довольно страшная, и каждый кадр несёт в себе как острые ощущения, так и разливы… Пародия лучше всего работает через детали, а некоторые реплики есть индивидуально истерическими».
Сайт «Bubbleblabber» оценил серию на 7,5/10.